# Cytheretta subradiosa
Cytheretta subradiosa is een mosselkreeftjessoort uit de familie van de Cytherettidae. De wetenschappelijke naam van de soort is voor het eerst geldig gepubliceerd in 1836 door Roemer.